# Tray Walker
Tray Walker (Miami, 5 agosto 1992 – Liberty City, 18 marzo 2016) è stato un giocatore di football americano statunitense che ha militato nel ruolo di cornerback per i Baltimore Ravens della National Football League (NFL).

## Biografia

### Baltimore Ravens
Dopo avere giocato al college a football alla Texas Southern University, Walker fu scelto nel corso del quarto giro (136º assoluto) del Draft NFL 2015 dai Baltimore Ravens. Debuttò come professionista subentrando nella gara del primo turno contro i Denver Broncos. La sua unica stagione da professionista si chiuse con 2 tackle in 8 presenze, giocando principalmente negli special team.
Walker morì il 18 marzo 2016 all'età di 23 anni per le ferite riportate a seguito di un incidente motociclistico.

## Statistiche
| Partite totali      | 8   |
| Partite da titolare | 0   |
| Tackle totali       | 2   |
| Sack                | 0,0 |
| Intercetti          | 0   |
| Fumble forzati      | 0   |